# Parteitag der CDU Deutschlands 2018 (Dezember)
Der 31. Parteitag der Christlich Demokratischen Union Deutschlands fand am 7. und 8. Dezember 2018 in Hamburg statt, Veranstaltungsort war das Messegelände. Turnusgemäß wurde dabei der CDU-Bundesvorstand gewählt. Zur Parteivorsitzenden wurde Annegret Kramp-Karrenbauer gewählt. Bereits im Oktober hatte Angela Merkel angekündigt, nicht mehr als Vorsitzende kandidieren zu wollen. Für die Nachfolge im Amt des Generalsekretärs wurde nach Vorschlag Kramp-Karrenbauers am zweiten Tag, dem 8. Dezember, der JU-Vorsitzende Paul Ziemiak gewählt.

## Personalien

### Bundesvorsitz

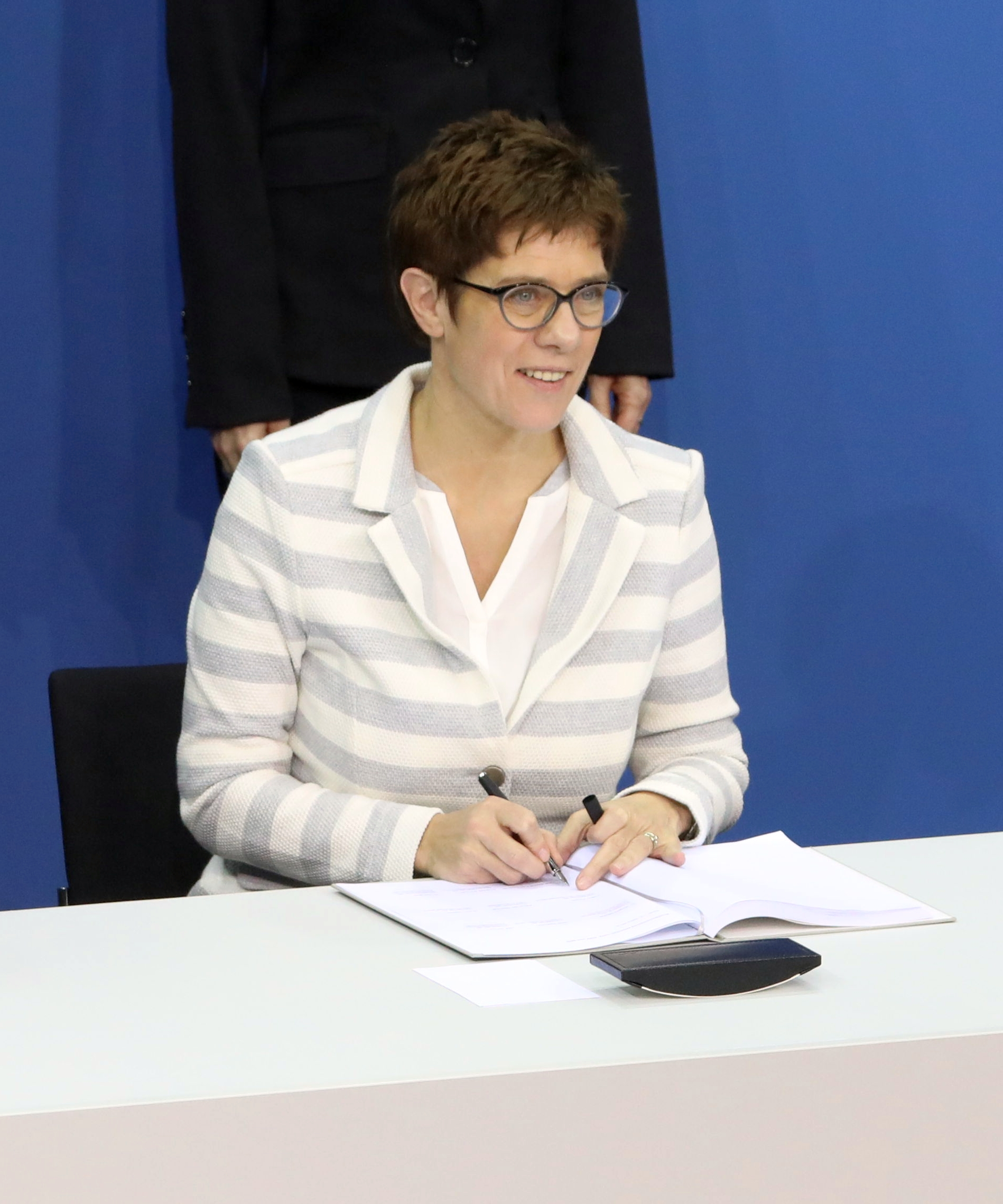
Annegret Kramp-Karrenbauer wurde zur CDU-Vorsitzenden gewählt

Am 29. Oktober 2018 kündigte Angela Merkel an, nach 18 Jahren als Vorsitzende der CDU Deutschlands auf dem Bundesparteitag im Dezember nicht mehr für dieses Amt zu kandidieren.
Für die Wahl der Parteivorsitzenden hatte eine Vielzahl von Bewerbern eine Kandidatur angekündigt. Um als Kandidat auf dem Bundesparteitag antreten zu können, bedurfte es der Nominierung durch eine Gliederung der Partei (Bundes-, Landes-, Bezirks- oder Kreisverband) oder eines Vorschlags von einem Delegierten auf dem Parteitag.
Als Kandidaten wurden nominiert:
- Annegret Kramp-Karrenbauer, seit Februar 2018 CDU-Generalsekretärin[7] (Vorschlag der Saar-CDU[8])
- Friedrich Merz, ehemaliger Vorsitzender der CDU/CSU-Bundestagsfraktion (2000–2002)[7] (Vorschlag der Kreisverbände Fulda[9] und Hochsauerland[10])
- Jens Spahn, Bundesminister für Gesundheit[7] (Vorschlag des Kreisverbandes Borken[11])

Die Bewerbung hatte zurückgezogen:
- Matthias Herdegen, Professor für Öffentliches Recht und Völkerrecht an der Universität Bonn[12][13]

Vor dem Parteitag hatten sich Annegret Kramp-Karrenbauer, Friedrich Merz und Jens Spahn der CDU-Mitgliederschaft gemeinsam in acht Regionalkonferenzen innerhalb von 14 Tagen vorgestellt. Ein eindeutiger Favorit kristallisierte sich dabei nicht heraus, jedoch galt Merz als der von Wirtschaftskreisen bevorzugte Bewerber. Nach einer Forsa-Umfrage unter Bundesbürgern, die sich zwischen Kramp-Karrenbauer und Merz entscheiden sollten, war Kramp-Karrenbauer beliebter als Merz, dem mehr Führungsstärke und Wirtschaftskompetenz zugesprochen wurde.
Im ersten Wahlgang lag Annegret Kramp-Karrenbauer mit 450 Stimmen vor Friedrich Merz (392) und Jens Spahn (157). Die Stichwahl entschied Kramp-Karrenbauer mit 517 von 999 abgegebenen Stimmen (51,75 Prozent) für sich gegen Merz, für den 482 der Delegierten (48,25 Prozent) stimmten.

### Stellvertretende Vorsitzende
Für die fünf Positionen der stellvertretenden Bundesvorsitzenden kündigten die bisherigen Stellvertreter eine erneute Kandidatur an, alle wurden wiedergewählt.
- Volker Bouffier[19] (868 Stimmen = 90,04 Prozent)
- Julia Klöckner (829 Stimmen = 86 Prozent)
- Armin Laschet[20] (729 Stimmen = 75,62 Prozent)
- Ursula von der Leyen[21] (554 Stimmen = 57,47 Prozent)
- Thomas Strobl[22] (572 Stimmen = 59,34 Prozent)

### Schatzmeister
Zum Schatzmeister wurde Philipp Murmann gewählt (617 Stimmen = 97,94 Prozent).

### Weitere Präsidiumsmitglieder
Zur Wahl der sieben weiteren zu wählenden Präsidiumsmitglieder kandidierten Thomas de Maizière und David McAllister nicht wieder. Gewählt wurden:
- Bernd Althusmann[21] (611 Stimmen = 68,65 Prozent)
- Monika Grütters (603 Stimmen = 67,75 Prozent)
- Michael Kretschmer[24] (735 Stimmen = 82,58 Prozent)
- Karl-Josef Laumann[20] (680 Stimmen = 76,40 Prozent)
- Mike Mohring[25][26] (647 Stimmen = 72,70 Prozent)
- Annette Widmann-Mauz[27][28] (500 Stimmen = 56,18 Prozent)
- Jens Spahn[20] (793 Stimmen = 89,1 Prozent)

### Weitere Bundesvorstandsmitglieder
In den Bundesvorstand wurden 26 Beisitzer gewählt:
- Peter Altmaier[30] (700 Stimmen = 80,18 Prozent)
- Christian Baldauf (779 Stimmen = 89,23 Prozent)
- Thomas Bareiß (647 Stimmen = 74,11 Prozent)
- Peter Beuth[19] (662 Stimmen = 75,83 Prozent)
- Elmar Brok[31] (688 Stimmen = 78,81 Prozent)
- Hermann Gröhe[31] (770 Stimmen = 88,2 Prozent)
- Serap Güler[31] (736 Stimmen = 84,31 Prozent)
- Olav Gutting (656 Stimmen = 75,14 Prozent)
- Elke Hannack (569 Stimmen = 65,18 Prozent)
- Reiner Haseloff (776 Stimmen = 88,89 Prozent)
- Stefan Heck (676 Stimmen = 77,43 Prozent)
- Mechthild Heil (732 Stimmen = 83,85 Prozent)
- Elisabeth Heister-Neumann[21] (656 Stimmen = 75,14 Prozent)
- Gudrun Heute-Bluhm (615 Stimmen = 70,45 Prozent)
- Vincent Kokert (629 Stimmen = 72,05 Prozent)
- Thomas Kufen[31] (679 Stimmen = 77,78 Prozent)
- Elisabeth Motschmann (651 Stimmen = 74,57 Prozent)
- Lucia Puttrich[19] (702 Stimmen = 80,41 Prozent)
- Herbert Reul[31] (743 Stimmen = 85,11 Prozent)
- Ina Scharrenbach[31] (707 Stimmen = 80,99 Prozent)
- Dagmar Schipanski[26] (674 Stimmen = 77,21 Prozent)
- Johann Wadephul[32] (708 Stimmen = 81,1 Prozent)
- Marco Wanderwitz[33] (689 Stimmen = 78,92 Prozent)
- Marcus Weinberg[34] (649 Stimmen = 74,34 Prozent)
- Monica Wüllner (679 Stimmen = 77,78 Prozent)
- Otto Wulff[31] (704 Stimmen = 80,64 Prozent)

Als Mitgliederbeauftragter wurde gewählt:
- Henning Otte[21] (675 Stimmen = 96,43 Prozent)

### Generalsekretär

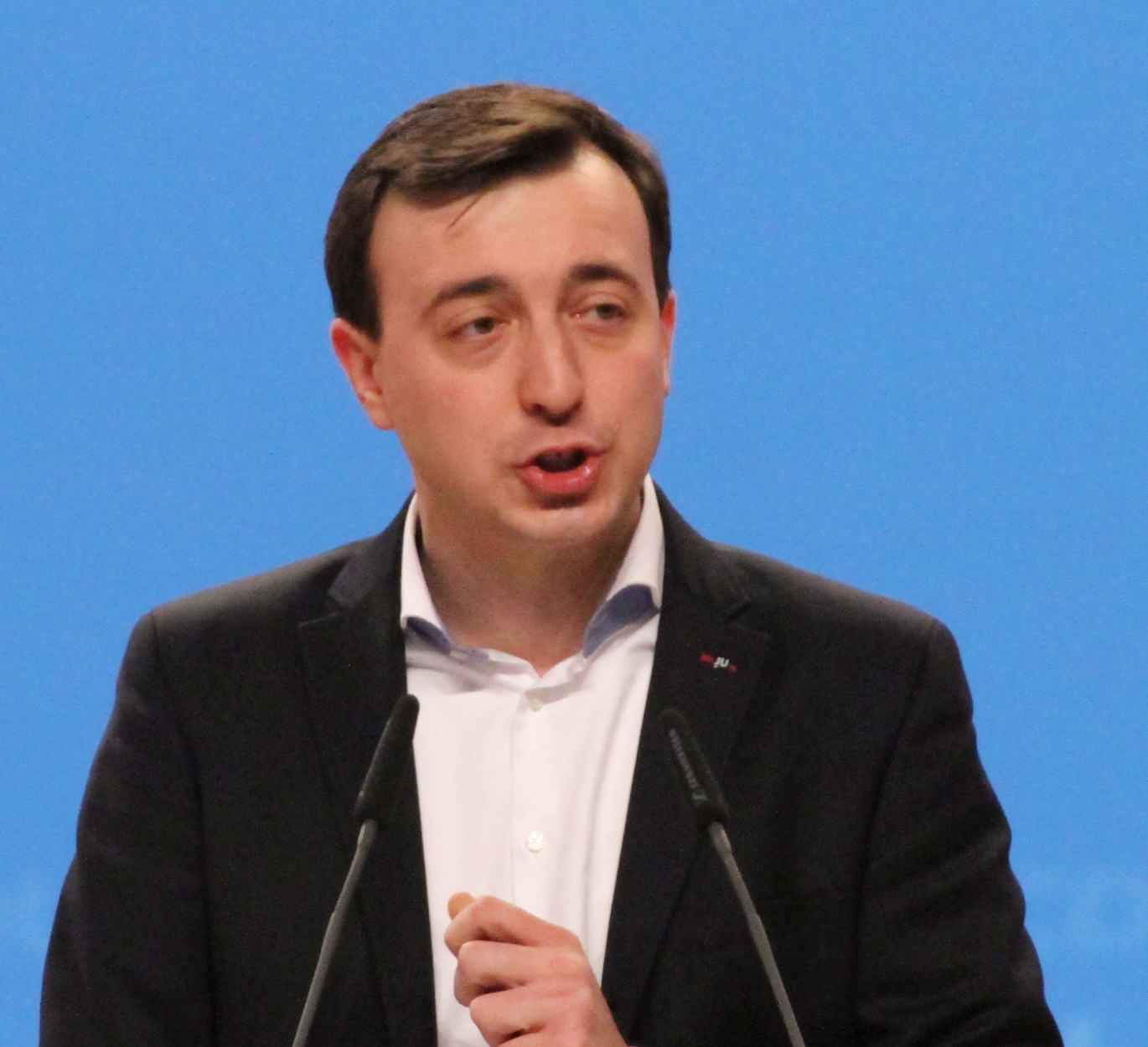
Paul Ziemiak wurde zum Generalsekretär gewählt

Mit der Wahl der bisherigen Generalsekretärin Annegret Kramp-Karrenbauer zur CDU-Vorsitzenden wurde die Generalsekretärsposition frei. Am zweiten Tag des Parteitages wurde auf Kramp-Karrenbauers Vorschlag Paul Ziemiak gewählt (503 von 801 abgegebenen Stimmen = 62,8 Prozent). Damit wechselte zum ersten Mal in der Geschichte der CDU ein Vorsitzender der Jungen Union in die Position des CDU-Generalsekretärs.

## Beschlüsse (Auswahl)

### Migrationspakt
Kontrovers verlief die Debatte am Abend des ersten Tages über den Antrag der Parteiführung zum Globalen Pakt für eine sichere, geordnete und reguläre Migration (Migrationspakt). Der Antrag bewertete ihn als Mittel zur Steuerung und Begrenzung der Migration sowie zur Wahrung der Rechte der Migranten. Die Delegierten stimmten ihm mit großer Mehrheit zu.

### Solidaritätszuschlag
Die Delegierten stimmten dem Antrag zu, den Solidaritätszuschlag bis 2021 abzuschaffen. Weil die SPD als Partner der Großen Koalition den Zuschlag für Bezieher hoher Einkommen beibehalten will, gilt die Umsetzung während der Legislaturperiode als unwahrscheinlich.

### Deutsche Umwelthilfe
Die CDU will die Gemeinnützigkeit der Deutschen Umwelthilfe prüfen lassen. Der Verein hat Fahrverbote für Diesel-Kraftfahrzeuge in mehreren deutschen Städten gerichtlich durchgesetzt. Die Prüfung der Gemeinnützigkeit obliegt den Finanzbehörden. Bereits im Bundeshaushalt eingeplante Mittel für den Verein sollen mit einem Sperrvermerk blockiert werden; in künftigen Haushalten sollen keine Gelder mehr vorgesehen werden. Auch in diesem Punkt vertritt die SPD eine gegensätzliche Ansicht.

### Doppelte Sozialbeiträge
Die CDU will Bezieher von Betriebsrenten und Direktversicherungen entlasten, die seit 2004 bei der Auszahlung in Höhe von mehr als 150 Euro im Monat sowohl Krankenversicherungs- als auch Pflegeversicherungsbeiträge bezahlen müssen. Dies wird als ungerecht empfunden. Betroffen sind etwa sechs Millionen Rentner, die ihre Versicherungen zum Teil vor Einführung der Doppelbesteuerung abgeschlossen haben. Die Delegierten folgten dem Antrag mehrheitlich trotz Ablehnung der Antragskommission. Der Koalitionspartner SPD fordert bereits seit längerem das Abschaffen der Doppelbesteuerung.

## Internationale Medienkommentare
Kommentare ausländischer Medien zum Bundesparteitag beschäftigten sich insbesondere mit dem Wechsel des Parteivorsitzes von Angela Merkel auf Annegret Kramp-Karrenbauer.
Österreich
- Die Presse bewertete die Wahl der „Mini-Merkel“, wie sie Kramp-Karrenbauer titulierte, als beruhigende Nachricht für Merkel, für Deutschland sei die Wahl möglicherweise einschläfernd. Kontinuität sei den Christdemokraten wichtiger als Aufbruch.
- Aus der Sicht des Standard erwartet Kramp-Karrenbauer eine schwere Aufgabe, „denn die CDU, die sie nun führen muss, steht tief gespalten vor ihr“.[43]

Italien
- Der Corriere della Sera kommentierte: „Gewonnen hat die CDU des dritten Jahrtausends, zentristisch, moderat und pragmatisch.“ Die Zeitung verwies jedoch darauf, dass fast die Hälfte der Partei mit Merz für einen Kandidaten gestimmt habe, der versprochen habe, „dem Experiment Merkel ein Ende zu setzen, der eine Rückkehr zur Tradition der alten CDU und die Rückeroberung des konservativen Gebiets versprach“.
- La Repubblica zeigte sich erleichtert, dass die CDU eine „Schizophrenie vermieden“ habe: „Sie hat die Gefahr abgewendet, einen Anti-Merkel-Anführer zu ernennen, während Angela Merkel noch Kanzlerin ist.“ Kramp-Karrenbauer sei „die gemachte Erbin Merkels“.[43]

Spanien
- Von El País kam ein Seufzer über Kramp-Karrenbauers „endlos langen Namen“, die Zeitung schrieb weiter: „Sie ist konservativ, aber nicht zu sehr. Sie ist der Kontinuität verschrieben, aber nicht gänzlich. Vor allem aber hat sie sich als sehr tatkräftige Politikerin erwiesen (…).“[43]

Ungarn
- Magyar Idök, die in Budapest erscheinende regierungsnahe Zeitung, stellte fest, dass die Ära Merkel mit der Wahl Kramp-Karrenbauers zur Parteivorsitzenden zu Ende gegangen sei. Sie prophezeite: „Es wird Neuwahlen in Deutschland geben, bevor Merkel ihr bis 2021 laufendes Regierungsmandat ausfüllen wird.“[43]

Vereinigtes Königreich
- Für The Guardian entschied sich die CDU mit Kramp-Karrenbauer für die sichere Option: „Nicht zuletzt, weil sie wahrscheinlich eine bessere Beziehung zu Angela Merkel im Kanzleramt haben wird als Friedrich Merz, der als jemand gesehen wird, der einen Groll gegen Merkel hegt.“
- Die BBC stellte fest, Kramp-Karrenbauer beruhige diejenigen, die sich einen reibungslosen Übergang der Macht zu einer neuen Kanzlerkandidatin wünschten. „Aber sie wird diejenigen gewinnen müssen, die sich über den Zentrismus von Merkel und deren Migrationspolitik ärgern und die den Aufstieg weit rechts stehender Populisten fürchten.“[43]

Vereinigte Staaten
- The New York Times beschrieb Kramp-Karrenbauer als gemäßigte Politikerin mit der Erfolgsbilanz, unwahrscheinliche Konsense zu erzielen und Wahlen zu gewinnen. Damit klinge sie sehr nach Merkel. Das sei ihre größte Stärke und ihre größte Schwäche.[43]

## Dokumentarfilm
- Stephan Lamby, Nils Casjens, Maik Gizinski, Frank Zintner: Der Machtkampf - Wer folgt auf Merkel? WDR Fernsehen, gesendet in: Das Erste, 4. Dezember 2018